# جرارد مورنو (بازیکن فوتبال)
جرارد مورنو بالاگوئرو (اسپانیایی: Gerard Moreno Balagueró‎؛ زادهٔ ۷ آوریل ۱۹۹۲) بازیکن فوتبال اهل اسپانیا است که برای باشگاه فوتبال ویارئال بازی می‌کند.

## امار باشگاهی
| باشگاه | فصل | لیگ  | لیگ  | لیگ | جام حذفی | جام حذفی | قاره‌ای | قاره‌ای | دیگر | دیگر | مجموع | مجموع |
| باشگاه | فصل | دسته | بازی | گل  | بازی     | گل       | بازی   | گل     | بازی | گل   | بازی  | گل    |
| ------ | --- | ---- | ---- | --- | -------- | -------- | ------ | ------ | ---- | ---- | ----- | ----- |

## افتخارات
باشگاه فوتبال ویارئال
- لیگ اروپا(۱): ۲۰۲۱-۲۰۲۰
- سوپر جام اروپا: ۲۰۲۱ نایب قهرمان

شخصی
- اقای گل لیگ اروپا: ۲۰۲۱-۲۰۲۰ (۷ گل)
- تیم منتخب لیگ اروپا: ۲۰۲۱-۲۰۲۰

## آمار ملی

### بازی‌های ملی
تا تاریخ ۲ سپتامبر ۲۰۲۱
| اسپانیا | اسپانیا | اسپانیا | اسپانیا |
| سال     | بازی    | گل      | پاس گل  |
| ------- | ------- | ------- | ------- |
| ۲۰۱۹    | ۳       | ۳       | ۴       |
| ۲۰۲۰    | ۶       | ۱       | ۰       |
| ۲۰۲۱    | ۸       | ۱       | ۲       |
| مجموع   | ۱۷      | ۵       | ۶       |

### گل‌های ملی
| شماره | تاریخ          | میزبان | بازی ملی | حریف   | نتیجه | رقابت                         |
| ----- | -------------- | ------ | -------- | ------ | ----- | ----------------------------- |
| ۱     | ۱۵ نوامبر ۲۰۱۹ | کادیز  | ۲        | مالت   | ۷–۰   | مقدماتی جام ملت‌های اروپا ۲۰۲۰ |
| ۲     | ۱۸ نوامبر ۲۰۱۹ | مادرید | ۳        | رومانی | ۵–۰   | مقدماتی جام ملت‌های اروپا ۲۰۲۰ |
| ۳     | ۱۸ نوامبر ۲۰۱۹ | مادرید | ۳        | رومانی | ۵–۰   | مقدماتی جام ملت‌های اروپا ۲۰۲۰ |
| ۴     | ۱۴ نوامبر ۲۰۲۰ | بازل   | ۸        | سوئیس  | ۱–۱   | لیگ ملت‌های اروپا ۲۱–۲۰۲۰      |
| ۵     | ۳۱ مارس ۲۰۲۱   | سویل   | ۱۰       | کوزوو  | ۱–۱   | مقدماتی جام جهانی ۲۰۲۲        |

## عملکرد ملی
او با تیم ملی فوتبال اسپانیا بازی های ملی انجام می دهد . در ۱۵ اکتبر ۲۰۱۹ ، او با تیم بزرگسالان در بازی مقدماتی جام ملت‌های اروپا ۲۰۲۰ اولین بازی خود را انجام داد که اسپانیا برابر سوئد ۱–۱ مساوی کرد و این به معنی طبقه بندی تیم اسپانیا برای مسابقات ذکر شده بود. 
در ۲۴ مه ۲۰۲۱ ، وی توسط لوئیس انریکه برای بازی در جام ملت‌های اروپا ۲۰۲۰ احضار شد. 
همچنین وی سابقه بازی در تیم ملی فوتبال کاتالونیا را دارد.